# Leia immaculata
Leia immaculata är en tvåvingeart som först beskrevs av Giglio-tos 1891.  Leia immaculata ingår i släktet Leia och familjen svampmyggor. Inga underarter finns listade i Catalogue of Life.